# Пилипенко, Владимир Филиппович
Владимир Филиппович Пилипенко (укр. Володимир Пилипович Пилипенко; род. 27 июля 1977, Львов) — украинский юрист и политик, бывший народный депутат Украины. Заведующий секретариатом депутатской группы «Возрождение» в Верховной Раде Украины с 2015 года.
Заслуженный юрист Украины (2010).

## Образование
Окончил юридический факультет Львовского государственного университета имени Ивана Франко, учился в аспирантуре на кафедре международного права. В 2005 году защитил кандидатскую диссертацию в Национальной юридической академии Украины имени Ярослава Мудрого.

## Карьера
С 2000 — адвокат. С 2004 — адвокат Адвокатского объединения «Корпоративные технологии».
С 2008 по 2012 — народный депутат Украины VI созыва от «Блока Юлии Тимошенко», № 169 в списке. Член Комитета Верховной Рады по вопросам правосудия.
С 2012 по 2014 — народный депутат Украины VII созыва от одномандатного избирательного округа № 148 (самовыдвижение). Заместитель председателя депутатской группы «Экономическое развитие». Член Комитета Верховной Рады по вопросам аграрной политики и земельных отношений.
Заместитель члена Европейской комиссии за демократию через право (Венецианская комиссия) (2013—2017, по согласованию).

## Семья
Женат; сын Филипп, дочь София.